# 博蒙蒙特
博蒙蒙特（法語：Beaumont-Monteux，法語發音：[bomɔ̃ mɔ̃tø]）是法国德龙省的一个市镇，属于瓦朗斯区。

## 地理
博蒙蒙特（45°1'12"N, 4°55'14"E）面积13.37 平方千米，位于法国奥弗涅-罗讷-阿尔卑斯大区德龙省，该省份为法国东南部内陆省份，北起顺时针与伊泽尔省、上阿尔卑斯省、上普罗旺斯阿尔卑斯省、沃克吕兹省和阿尔代什省接壤。
与博蒙蒙特接壤的市镇（或旧市镇、城区）包括：沙诺-屈尔松、伊泽尔河畔新堡、克莱里约、梅尔屈罗勒-沃讷、蓬德利塞尔、格朗日莱博蒙。

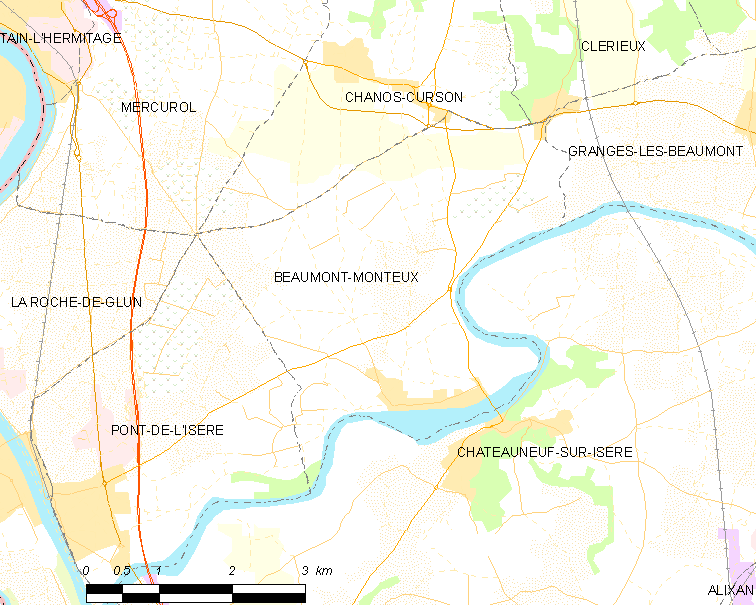
博蒙蒙特的OSM定位图

博蒙蒙特的时区为UTC+01:00、UTC+02:00（夏令时）。

## 行政
博蒙蒙特的邮政编码为26600，INSEE市镇编码为26038。

## 政治
博蒙蒙特所属的省级选区为坦莱尔米塔日县。

## 人口

1962-2008年间博蒙蒙特人口变化图示

博蒙蒙特于2022年1月1日时的人口数量为1379人。